# Кирстайн, Джин
Джин Кирстайн (англ. Jeanne Kirstein, урождённая Розенблюм, Rosenblum; 29 апреля 1924 — 10 декабря 1979) — американская пианистка. Жена виолончелиста Джека Кирстайна.
В 1946 г. выиграла Наумбурговский конкурс молодых исполнителей. Преподавала фортепиано в Колледже-консерватории Цинциннати.
Первая исполнительница написанного для неё первого фортепианного концерта Гюнтера Шуллера (1962, Цинциннати). Осуществила в 1970 г. историческую запись ранних сочинений Джона Кейджа для фортепиано и подготовленного фортепиано (John Cage: Music for Keyboard 1935—1948, лейбл CBS), значительно способствовавшую завоеванию композитором признания.
Для супругов Кирстайн была написана пьеса Неда Рорема «Вспоминая Томми» (англ. Remembering Tommy; 1979, памяти Томаса Шипперса), однако преждевременная смерть Кирстайн на полтора года отсрочила премьеру.
Среди учеников Кирстайн, в частности, джазовый пианист Фред Херш.